# 148-я пехотная дивизия (вермахт)
148-я пехотная дивизия (нем. 148. Infanterie-Division) — воинское формирование вермахта времён Второй мировой войны.

## История

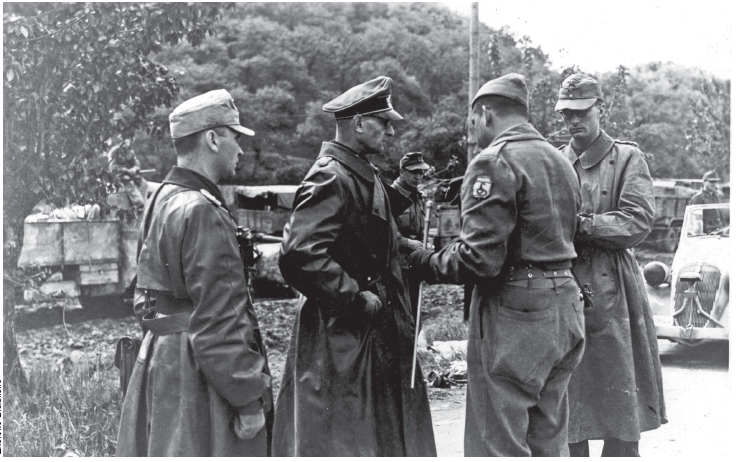
Капитуляция 148-й пехотной дивизии

Была создана 18 сентября 1944 года реорганизацией 148-й резервной дивизии, сражавшейся на юге Франции во время операции «Драгун». В октябре 1944 года дивизия была переброшена на Итальянский театр боевых действий, сначала в Кунео, а затем — в Геную, где выполняла задачи береговой охраны лигурийского побережья.
Зимой 1944—1945 годов дивизия была передислоцирована на Готскую линию, где в составе 51-го горного корпуса сдерживала наступление союзных войск вдоль реки По.
28 апреля 1945 года 148-я пехотная дивизия капитулировала перед Бразильским экспедиционным корпусом в Италии под командованием Жуана Батиста Маскареньяш ди Мораиша.
Командиром дивизии был генерал Отто Фреттер-Пико.